# بروگریو
بروگریو (به ایتالیایی: Brugherio) یک کومونه در ایتالیا است که در استان مونتزا و بریانتزا واقع شده‌است.

## خصوصیات
بروگریو ۱۰٫۳ کیلومترمربع مساحت و ۳۳٬۴۸۴ نفر جمعیت دارد و ۱۲۳ متر بالاتر از سطح دریا واقع شده‌است.

## خواهرخوانده
شهرهای لو پوی-آن-ولی و پرشف خواهرخوانده‌های بروگریو هستند.